# Икадий
Икадий (др.-греч. Ἰκάδιος, или Эйкадий, Εἰκάδιος) — в древнегреческой мифологии сын Аполлона и Ликии. По имени своей матери он назвал страну Ликией и основал там город Патара с оракулом Аполлона. Отправившись в Италию, он потерпел кораблекрушение, и дельфин на своей спине принёс его к Парнасу, где Икадий основал храм Аполлону и назвал город Дельфы в честь дельфина.
По рассказу Корнифиция Лонга, Икадий был критянином, братом Япига, которому дельфин указал путь к Парнасу, и который дал имена Дельфам и Крисе (город близ Дельф, название которого по-гречески созвучно Криту).
Похожий рассказ встречается уже во II гомеровском гимне («К Аполлону Пифийскому»): путь критских моряков в Дельфы и их гавань Крису: моряков туда приводит Аполлон в образе дельфина и приказывает поселиться близ оракула. Согласно Грейвсу, имя Икадий («двадцатый») может быть связано с двадцатым днем месяца, когда праздновалось его пришествие.